# Alfred Forbin

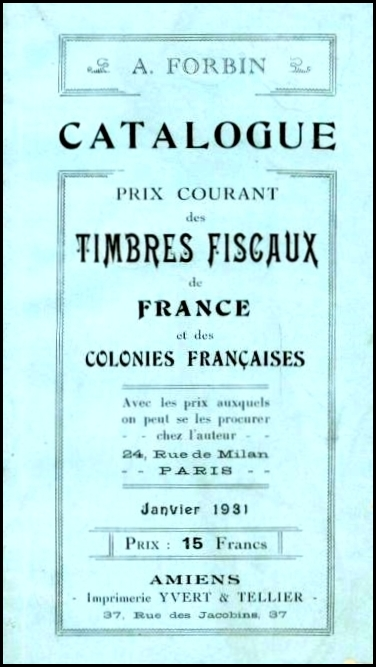
Titelblatt des Forbin-Briefmarkenkatalogs aus dem Jahre 1931

Alfred J. Forbin (* 13. Februar 1872 in Paris; † 14. August 1956) war ein französischer Briefmarkenhändler, der sich auf Fiskalmarken spezialisiert hatte und einen Katalog der weltweit ausgegebenen Steuer- und Stempelmarken verfasste, dessen dritte Auflage von 1915 auch heute nicht als überholt gilt.

## Leben
Forbin war das achte von zwölf Kindern und musste trotz guter Leistungen die Schule aus finanziellen Gründen vorzeitig verlassen. Er wurde Angestellter einer Exportfirma, die vorwiegend Handelsbeziehungen zu Lateinamerika unterhielt. Die exotischen Briefmarken auf der Geschäftskorrespondenz begründeten sein Interesse an der Philatelie. Er begann 1890 mit dem Handel von Briefmarken und eröffnete 1900 ein Ladengeschäft in der Rue Drouot in Paris. Im Laufe der folgenden Jahre verlegte er sein Geschäft zur 24 Rue de Milan, 80 Rue Saint-Lazare und 35 Rue de Berne.
Im Jahr 1902 wurde Théodore Champion sein Angestellter. Mit ihm war er auch privat eng verbunden; Champion war 1897 Trauzeuge bei Forbins Hochzeit mit Ann L'Hoste. Nachdem Champion 1904 seinen Briefmarkenhandel gekauft hatte, spezialisierte sich Forbin auf Fiskalmarken. 1905 erwarb Forbin die umfangreiche Sammlung von Steuer- und Stempelmarken von Jacques Legrand, der zu den Begründern der Philatelie in Frankreich zählt. Forbin stellte fest, dass Legrands Sammlung viele bislang unbekannte Marken enthielt und fasste den Plan, einen Katalog für Fiskalmarken aus aller Welt zu veröffentlichen.
Der erstmals 1905 erschienene Catalogue de Timbres-Fiscaux war der umfassendste Katalog aller weltweit ausgegebenen Fiskalmarken, der bis dahin erschienen war. Die dritte und letzte Auflage von 1915 wird auch noch heute von Fiskalphilatelisten zitiert; seither ist kein Katalog mehr erschienen, der alle Fiskalmarken der Welt in einem einzigen Werk zusammenfasst. Forbin gab weiterhin die Zeitschrift Le Bulletin Fiscaliste heraus, um neue Ausgaben von Fiskalmarken zu publizieren und damit seinen Katalog zu aktualisieren.
Forbin war seit Oktober 1904 Mitglied der Fiscal Philatelic Society und von 1912 bis 1916 in deren Vorstand.
1908 verkaufte er einen großen Teil seines Markenbestandes an Alexander B. Kay, den Gründer der Fiscal Philatelic Society, für die damals enorme Summe von 1000 Pfund Sterling.
Nach dem Ersten Weltkrieg wandte sich Forbin auch anderen Sammelgebieten zu. Bereits kurz nach Kriegsende erschien ein Katalog der Notgeldausgaben und provisorischen Banknoten in den während des Krieges besetzten Gebieten. Der Catalogue des billets émis pendant la guerre erlebte in nur zwei Jahren sieben Auflagen; die letzte Auflage von 1920 gilt ebenfalls bis heute als unübertroffen.
Im Jahr 1922 gab Forbin seinen Laden auf und konzentrierte sich auf den Großhandel mit Fiskalmarken, wozu er die Finanzverwaltungen verschiedener Länder kontaktierte und Marken direkt von dort ankaufte. Die in den National Archives of Australia erhaltene Korrespondenz aus dem Zeitraum von 1925 bis 1947 zeigt, dass Forbin über viele Jahre mit den australischen Behörden in Verbindung stand und Ausgaben von Steuermarken von diesen erwarb.
Trotz der Weltwirtschaftskrise in den 1930er Jahren und des Zweiten Weltkriegs konnte Forbin seinen Handel fortsetzen, es gelang ihm jedoch nicht mehr, die Mittel für eine geplante Neuauflage seines Katalogs der Fiskalmarken aufzubringen. Briefe die in The Revenue Journal abgebildet sind, zeigen, dass Forbin noch im August 1955 mit Stempelmarken handelte.

## Publikationen (Auswahl)
Forbins Kataloge dienten wie alle frühen Briefmarkenkataloge in erster Linie als Verkaufskataloge und erst in zweiter Linie als Orientierungshilfe und Nachschlagewerke für Sammler. Er publizierte ausschließlich in französischer Sprache:
- Timbres rares, Paris, 1895. (reine Preisliste)
- Prix-courant de timbres, cartes, enveloppes et bandes postales de A. Forbin, 1898.
- Prix-courant de timbres, cartes, enveloppes et bandes postales de A. Forbin et Co, 4. Auflage, 1900.
- Catalogue prix-courant de timbres-poste / Catalogue general de timbres-poste, Yvert & Tellier, Amiens, 1902.
- Catalogue de Timbres-Fiscaux, Yvert & Tellier, Amiens. Drei Auflagen: 1905, 1909 und 1915. (Nachdrucke der 3. Auflage 1980 und 1991)
- Catalogue Prix Courant de tous les Timbre Fiscaux emis dans le monde entier, ca. 1910.
- Catalogue entente cordiale Colonies Francaises & Anglaises / Prix courant de timbres-poste des Colonies Anglaises et Francaises, Paris, 1912.
- Catalogue des Timbres Fiscaux de France et Colonies. Drei Auflagen 1925, 1931 and 1937.
- Les Timbres Fiscaux d'Allemagne Part 1 Timbres jusqu'en 1939, 1955.